# Marino Basso
Marino Basso (Caldogno, 1º giugno 1945) è un ex ciclista su strada italiano, professionista dal 1966 al 1978.
Campione del mondo in linea nel 1972, vanta la vittoria anche di 27 tappe nei tre Grandi Giri (15 al Giro d'Italia e 6 ciascuna a quelli di Francia e Spagna) e di numerose classiche tra cui tre Milano-Vignola, un Giro del Piemonte e una Tre Valli Varesine; dopo la fine della carriera fu direttore sportivo di squadre professionistiche.

## Carriera
Nativo di Rettorgole di Caldogno, passò professionista nel 1966 con la Mainetti di Castelgomberto, mettendo presto in evidenza doti di velocista. Azzurro già dal Mondiale 1967, si aggiudicò il titolo mondiale 1972 a Gap, quando superò in volata il connazionale Franco Bitossi raggiungendolo proprio sul traguardo. La vittoria gli valse la Medaglia d'oro al valore atletico del CONI.
Nei Grandi Giri ottenne la vittoria di ventisette tappe, quindici al Giro d'Italia, sei al Tour de France e altrettante alla Vuelta a España (tutte nell'edizione 1975), facendo inoltre sua la classifica a punti al Giro d'Italia 1971. Raggiunse piazzamenti sul podio alla Milano-Sanremo (due volte terzo), al Giro delle Fiandre, alla Parigi-Roubaix, al Campionato di Zurigo e alla Parigi-Tours; vinse anche diverse classiche del calendario italiano, tra cui tre Milano-Vignola (1968, 1971, 1973), nel 1969 il Giro del Piemonte, il Giro di Campania, la Tre Valli Varesine e il Trofeo Matteotti, e nel 1972 la Coppa Bernocchi. Si aggiudicò anche il Giro di Sardegna 1972 a tappe.
Terminata la carriera agonistica nel 1978, iniziò a produrre biciclette con il proprio nome. Fu anche direttore sportivo di diverse formazioni professionistiche, tra cui la Gis Gelati e la Jolly Componibili con Waldemaro Bartolozzi, e la Ros Mary/Amica Chips.

## Palmarès

### Strada
- 1965 (dilettanti)

Classifica generale Giro della Regione Friuli Venezia Giulia
- 1966 (Mainetti, due vittorie)

La Popolarissima
8ª tappa Giro d'Italia (Rocca di Cambio > Napoli)
- 1967 (Mainetti, due vittorie)

Gran Premio Campagnolo
3ª tappa Tour de France (Caen > Amiens)
18ª tappa Tour de France (Pau > Bordeaux)
Gran Premio Omega - Sarezzo
- 1968 (Molteni, quattro vittorie)

Milano-Vignola
15ª tappa Giro d'Italia (Ravenna > Imola)
Gran Premio Cemab
6ª tappa Giro di Sardegna (Nuoro > Olbia)
- 1969 (Molteni, dieci vittorie)

Giro del Piemonte
7ª tappa, 1ª semitappa Parigi-Nizza (Draguignan > Nizza)
Giro di Campania
8ª tappa Giro d'Italia (Terracina > Napoli)
13ª tappa Giro d'Italia (Silvi Marina > Senigallia)
18ª tappa, 1ª semitappa Giro d'Italia (Pavia > Zingonia)
18ª tappa, 2ª semitappa Giro d'Italia (Zingonia > San Pellegrino)
1ª tappa Tour de France (Roubaix > Woluwe-Saint-Pierre)
Tre Valli Varesine
Trofeo Matteotti
- 1970 (Molteni, sei vittorie)

4ª tappa Giro d'Italia (Saint-Vincent > Lodi)
15ª tappa Giro d'Italia (Casciana Terme > Mirandola)
3ª tappa, 1ª semitappa  Tour de Luxembourg (Esch-sur-Alzette > Wiltz)
3ª tappa, 2ª semitappa Tour de France (Angers > Rennes)
11ª tappa, 2ª semitappa Tour de France (Divonne-les-Bains > Thonon-les-Bains)
21ª tappa Tour de France (Ruffec > Tours)
- 1971 (Molteni, quattro vittorie)

Milano-Vignola
1ª tappa Giro d'Italia (Brindisi > Bari)
9ª tappa Giro d'Italia (Casciana Terme > Forte dei Marmi)
11ª tappa Giro d'Italia (Sestola > Mantova)
- 1972 (Salvarani, sei vittorie)

2ª tappa, 1ª semitappa Giro di Sardegna (Cagliari > Sant'Antioco)
2ª tappa, 2ª semitappa Giro di Sardegna (Sant'Antioco > Oristano)
Classifica generale Giro di Sardegna
Coppa Bernocchi
1ª tappa Giro d'Italia (Venezia > Mestre)
Campionati del mondo, Prova in linea
- 1973 (Bianchi, sei vittorie)

Milano-Vignola
Grosser Preis des Kantons Aargau
Genova-Nizza
1ª tappa Tirreno-Adriatico (Ostia > Fiuggi)
4ª tappa, 2ª semitappa Tirreno-Adriatico (Morrovalle > Civitanova Marche)
20ª tappa Giro d'Italia (Auronzo di Cadore > Trieste)
- 1974 (Bianchi, due vittorie)

22ª tappa Giro d'Italia (Bassano del Grappa > Milano)
Gran Premio Montelupo
- 1975 (Magniflex, sei vittorie)

4ª tappa Vuelta a España (Almería > Águilas)
6ª tappa Vuelta a España (Murcia > Benidorm)
8ª tappa Vuelta a España (Benidorm > Playa Puebla de Farnas)
9ª tappa Vuelta a España (Playa Puebla de Farnas > Vinaroz)
10ª tappa Vuelta a España (Vinaroz > Cambrils)
11ª tappa, 2ª semitappa Vuelta a España (Barcellona > Montjuich)
- 1976 (Furzi, tre vittorie)

2ª tappa Vuelta al País Vasco (Calahorra > Salvatierra)
5ª tappa, 1ª semitappa Vuelta al País Vasco (Aretxabaleta > Irun)
1ª tappa Volta Ciclista a Catalunya (Amposta > Almacelles)
- 1977 (Selle Royal, tre vittorie)

Coppa Placci
8ª tappa, 2ª semitappa Giro d'Italia (Autodromo Mugello)
1ª tappa Giro di Puglia
- 1978 (Gis Gelati, una vittoria)

4ª tappa Tour Méditerranéen (Le Lavandou > Hyères)

#### Altri successi
- 1968 (Molteni)[1]

Circuito di Chieti
- 1969 (Molteni)[1]

Circuito di Rungis
Circuito degli Assi di Col San Martino
Circuito di Chieti
- 1970 (Molteni)[1]

Circuito di Cittadella
Circuito di Ghedi
Circuito di Fontanellato
Circuito di Scorzè
- 1971 (Molteni)[1]

Classifica a punti Giro d'Italia
Circuito di Puja di Prata
Circuito di Legnano
- 1972 (Salvarani)[1]

Circuito di Villorba
Circuito di Puja di Prata
Circuito di Viareggio
Circuito di Badia
Circuito di Vicenza
Circuito di Cittadella
Circuito di Cordenons
- 1973 (Bianchi)[1]

Circuito di Castelfranco Veneto
Circuito di Zambana di Trento
Circuito di Gropello d'Adda
Circuito di Pasajes
Circuito di Dosolo
- 1974 (Bianchi)[1]

Circuito di Castelfranco Veneto
Circuito di Sarnico
- 1975 (Magniflex)[1]

Circuito di Verona
- 1976 (Furzi)[1]

Circuito degli Assi di Col San Martino
Circuito di San Vendemiano
- 1977 (Selle Royal)[1]

Circuito di Castelfranco Veneto
- 1978 (Gis Gelati)[1]

Classifica a punti Tour Méditerranéen
Circuito di Zambana di Trento

### Pista
- 1972

Campionati italiani indoor, Omnium
- 1974

Sei Giorni di Castelgomberto (con Dieter Kemper)

## Piazzamenti

### Grandi Giri
- Giro d'Italia

1966: 48º
1967: ritirato
1968: 54º
1969: 47º
1970: ritirato (18ª tappa)
1971: 42º
1972: fuori tempo (4ª/1ª tappa)
1973: 84º
1974: 85º
1975: ritirato (20ª tappa)
1976: 84º
1977: ritirato (17ª tappa)
1978: squalificato (15ª tappa)
- Tour de France

1967: 64º
1969: ritirato (10ª tappa)
1970: 63º
1972: 82º
- Vuelta a España

1975: ritirato (19ª/2ª tappa)

### Classiche monumento
- Milano-Sanremo

1968: 13º
1969: 3º
1971: 17º
1972: 3º
1973: 23º
1974: 6º
1975: 7º
1977: 14º
- Giro delle Fiandre

1968: 19º
1969: 3º
1971: 21º
1972: ritirato
- Parigi-Roubaix

1969: 17º
1971: 3º
1972: 34º
1973: ritirato
- Giro di Lombardia

1966: 24º
1970: 11º

### Competizioni mondiali
- Campionati del mondo

Heerlen 1967 - In linea: 16º
Zolder 1969 - In linea: 55º
Leicester 1970 - In linea: 17º
Mendrisio 1971 - In linea: 43º
Gap 1972 - In linea: vincitore
Barcellona 1973 - In linea: 27º
Montréal 1974 - In linea: ritirato